# Hala targowa

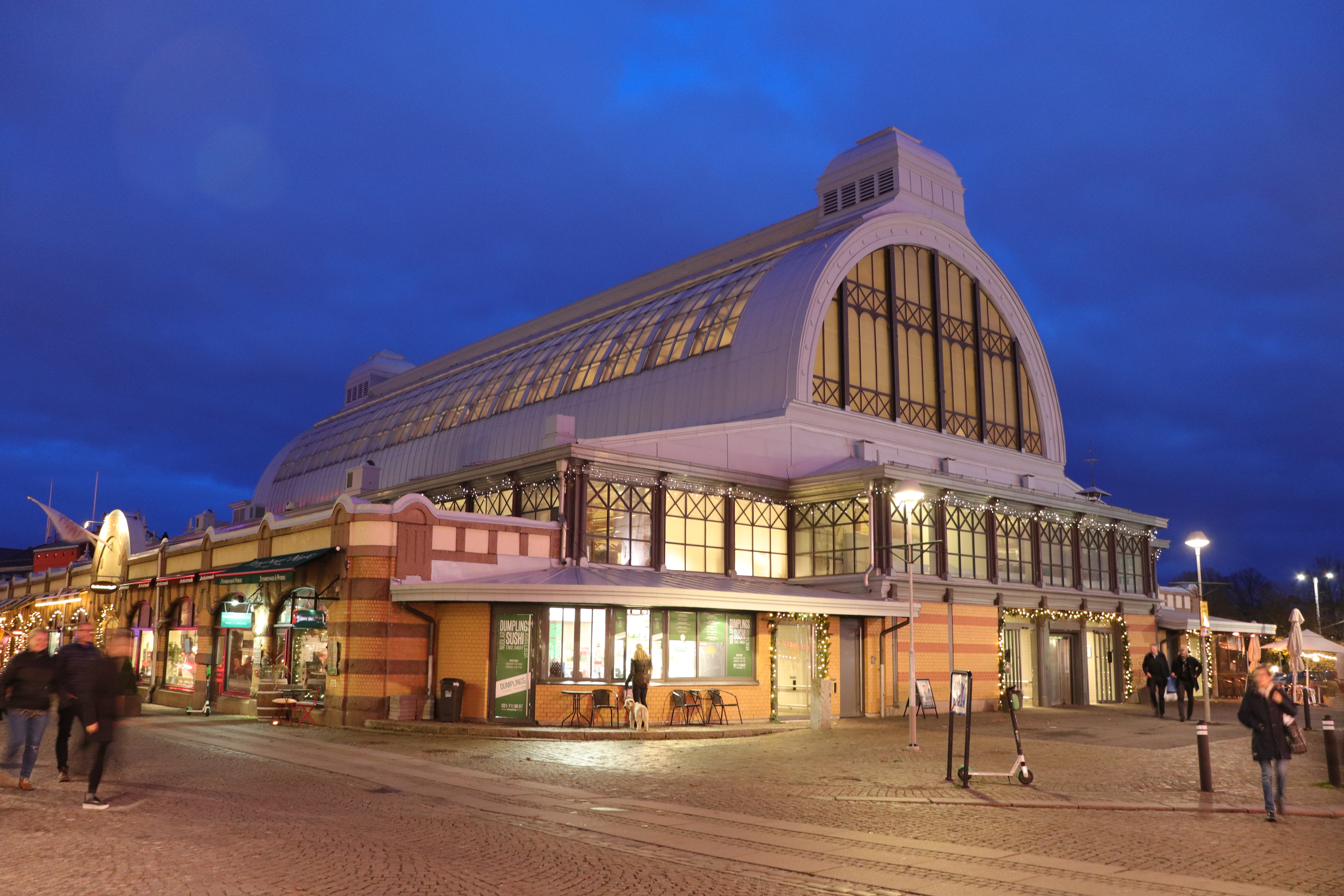
Hala targowa w Göteborgu (Szwecja)

Hala targowa – handlowy budynek, w którym znajdują się stoiska z branży spożywczej, przemysłowej i usługowej. Wznoszono je w dużych miastach w XIX wieku w celu uporządkowania handlu. Zazwyczaj są to obiekty stanowiące cenny zabytek sztuki inżynierskiej.

## Hale targowe w Polsce
- Hala targowa w Bydgoszczy
- Hala Targowa w Chorzowie
- Hala Targowa w Gdańsku
- Hala Targowa w Gdyni
- Hala targowa w Jarosławiu
- Supersam w Katowicach
- Hala Targowa w Krakowie
- Dom handlowy w Łodzi
- Hala targowa w Mławie
- Hala targowa w Piotrkowie Trybunalskim
- Hala Targowa w Radomiu
- Hala targowa w Siedlcach
- Hala targowa w Tarnowskich Górach
- Hale Mirowskie w Warszawie
- Hala Targowa przy ul. Kolejowej we Wrocławiu – nie istnieje
- Hala Targowa przy ul. Piaskowej we Wrocławiu

## Hale targowe w Europie

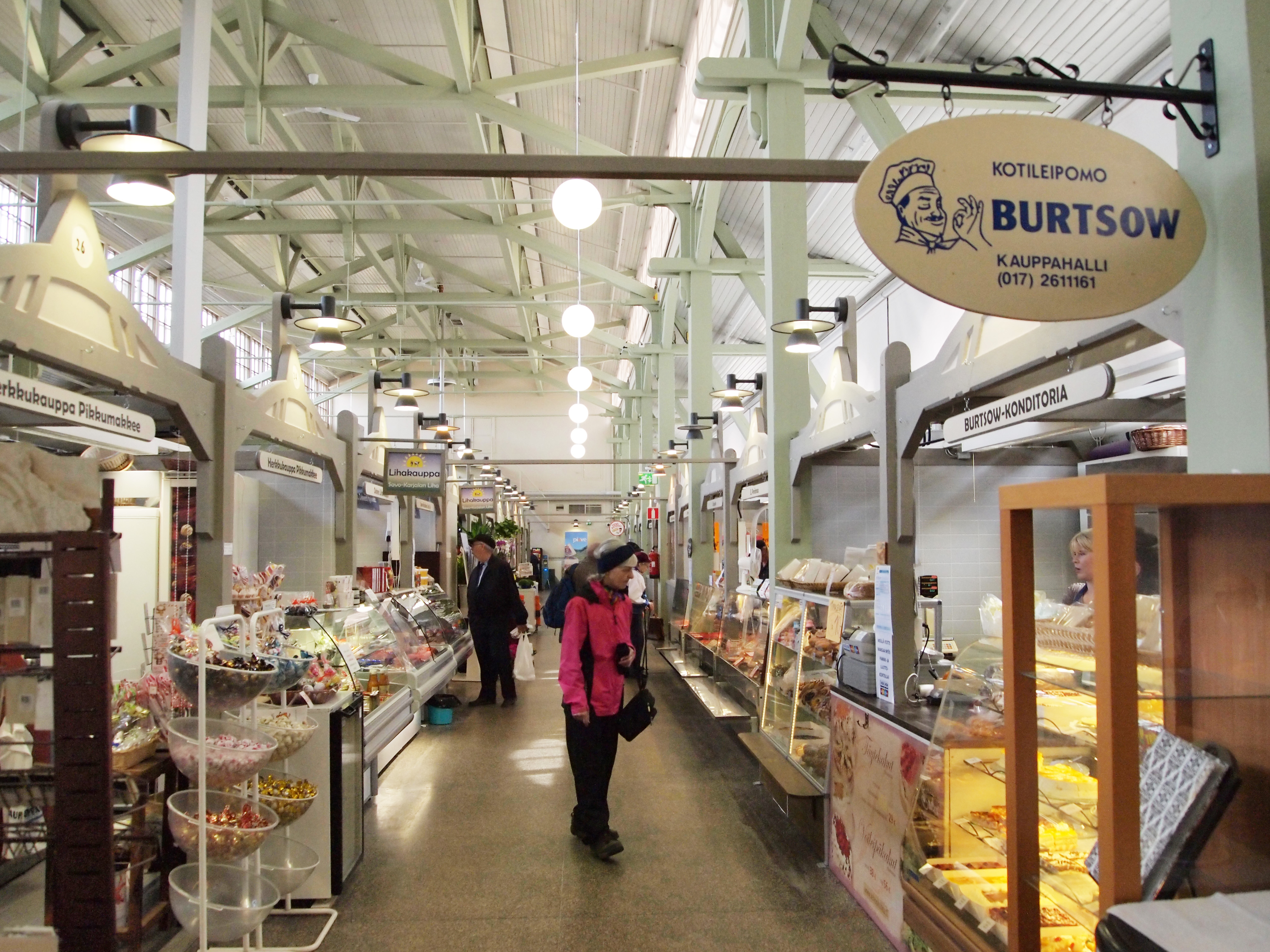
Hala targowa w Kuopio (Finlandia)

- Valletta Market na Malcie
- w Wilnie
- w Budapeszcie
- w Sofi
- w Lesmont
- w Rennes
- w Hamburgu
- w Monachium
- we Frankfurcie nad Menem
- w Lipsku
- w Stuttgarcie
- w Bazylei

## Galeria

### Polska

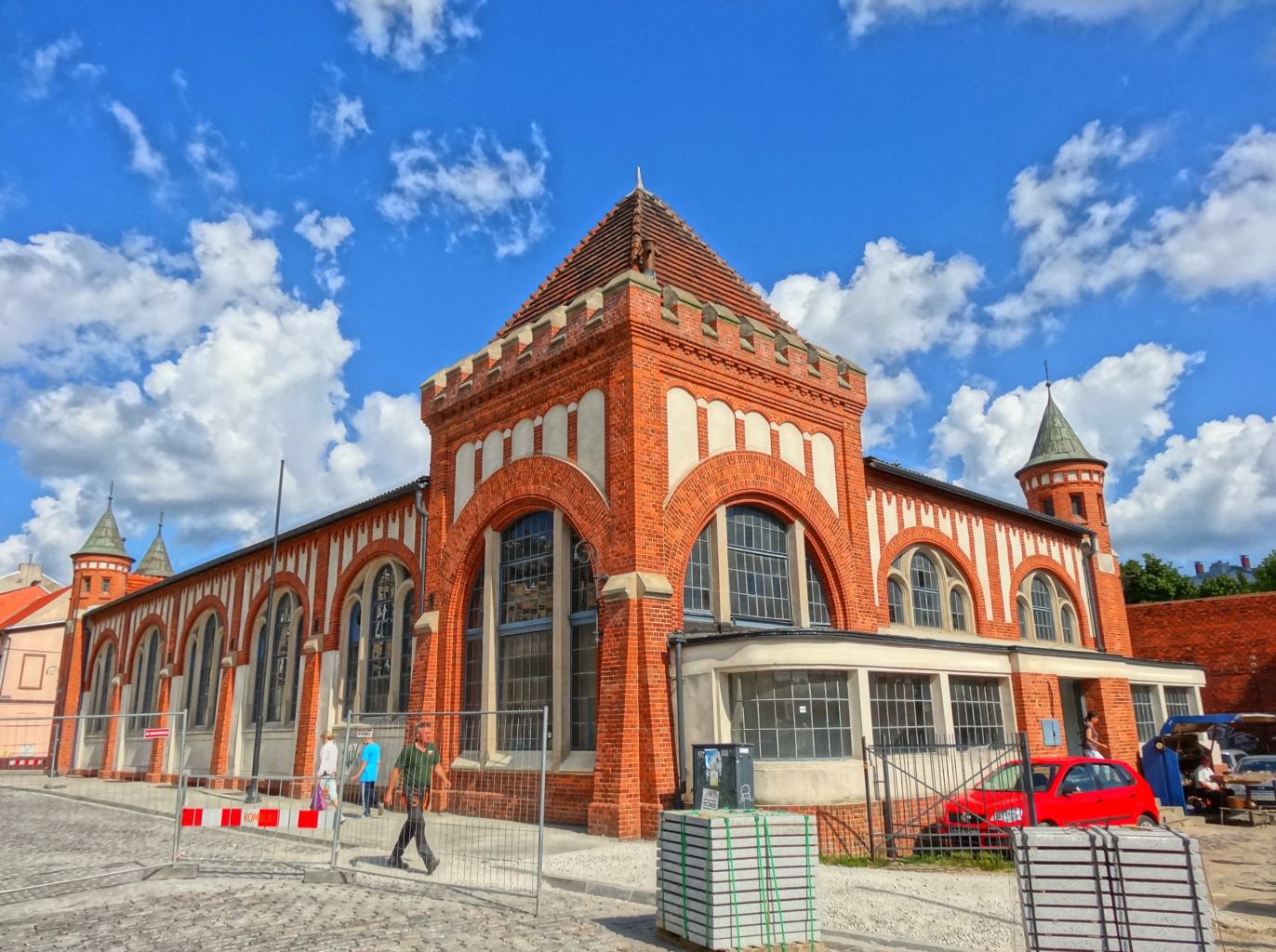
Bydgoszcz
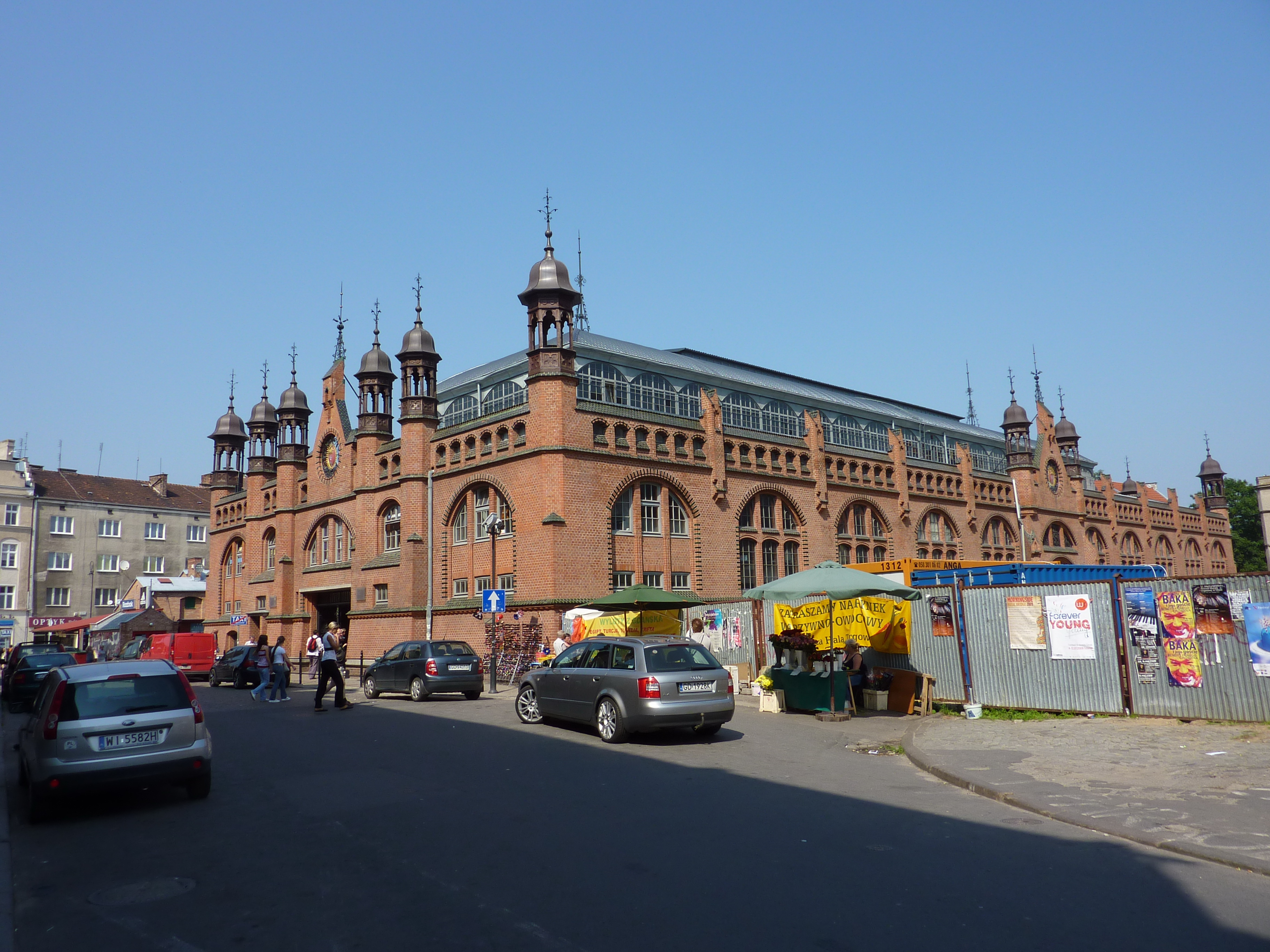
Gdańsk
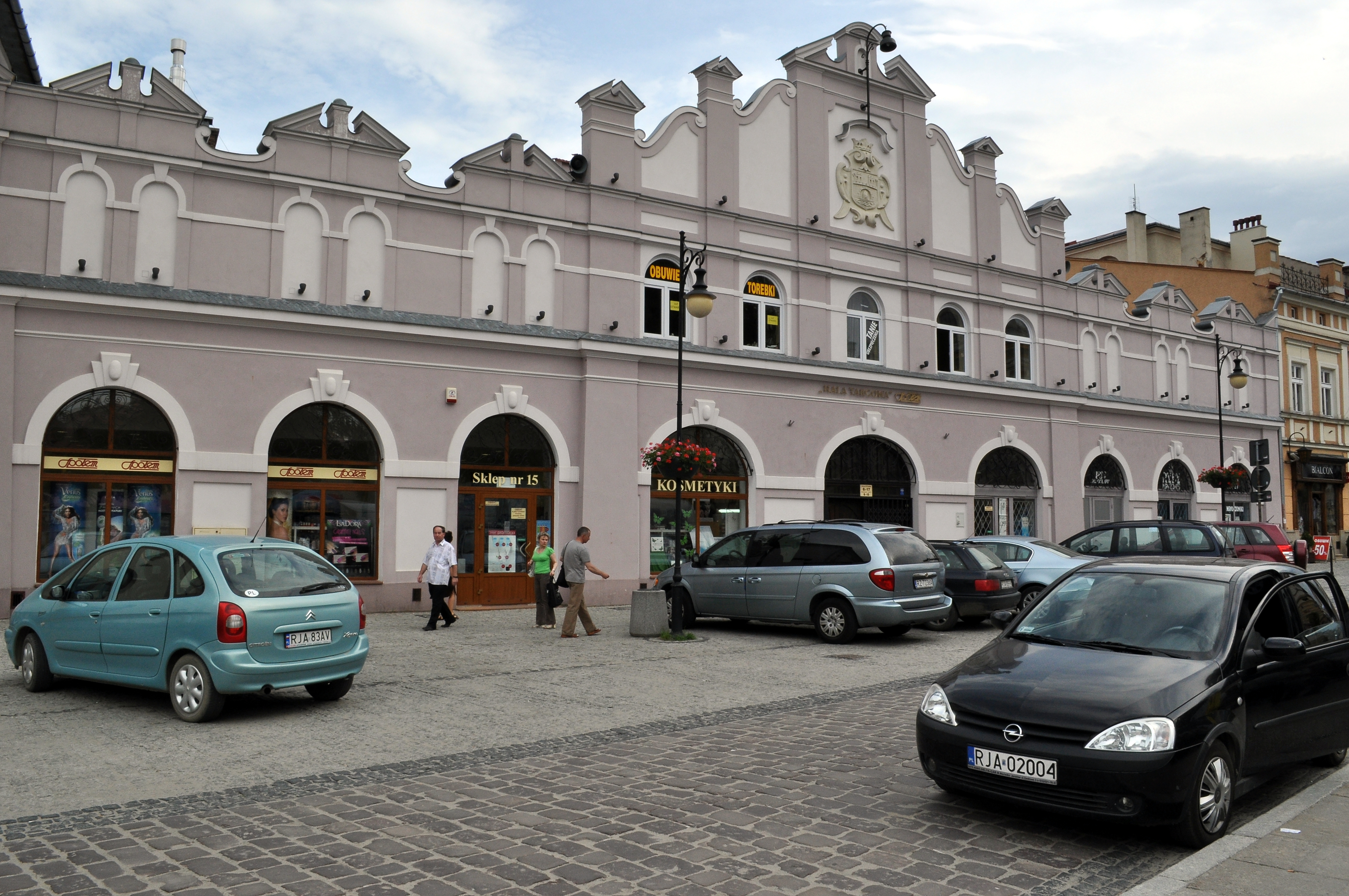
Jarosław
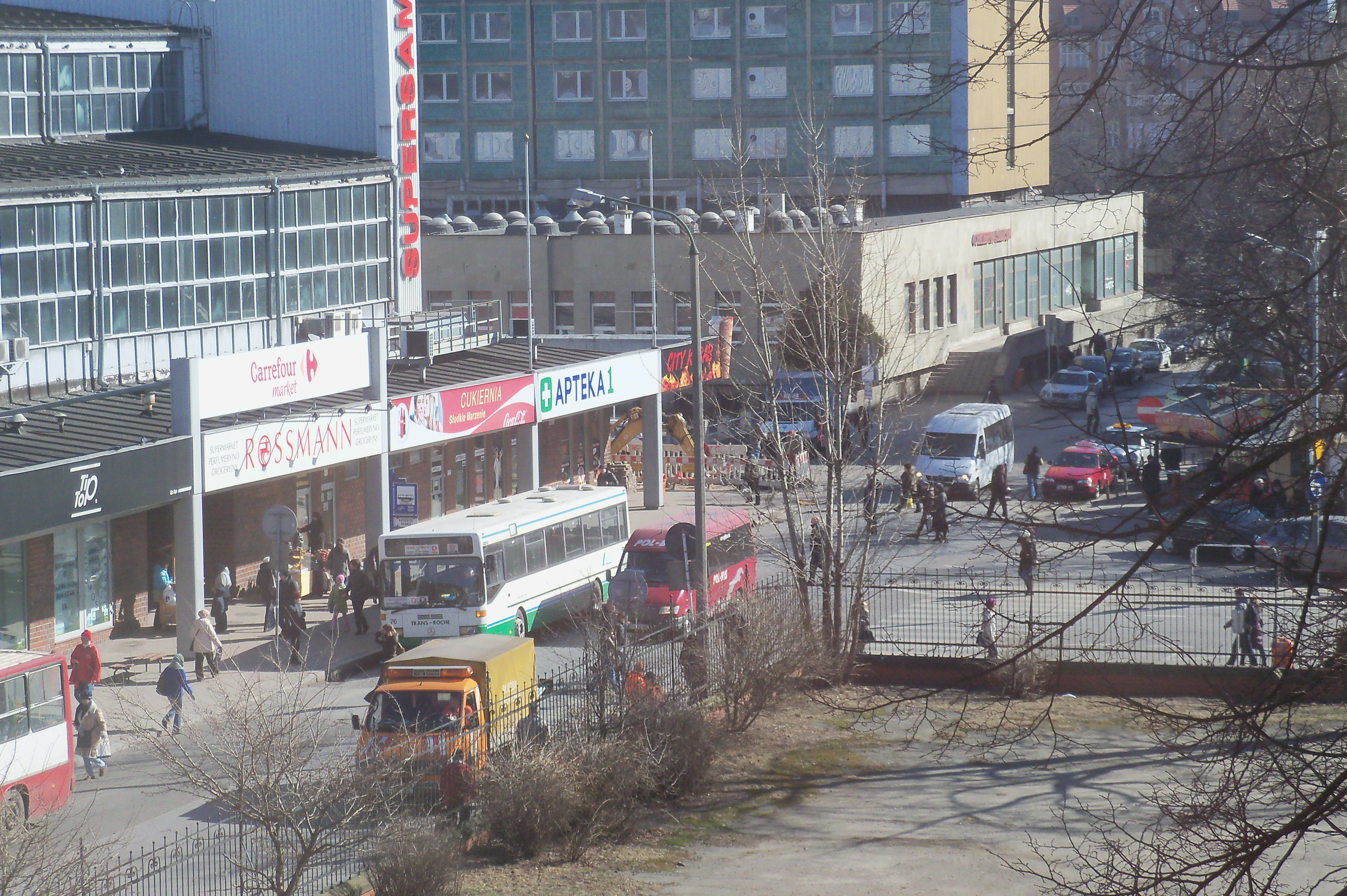
Katowice
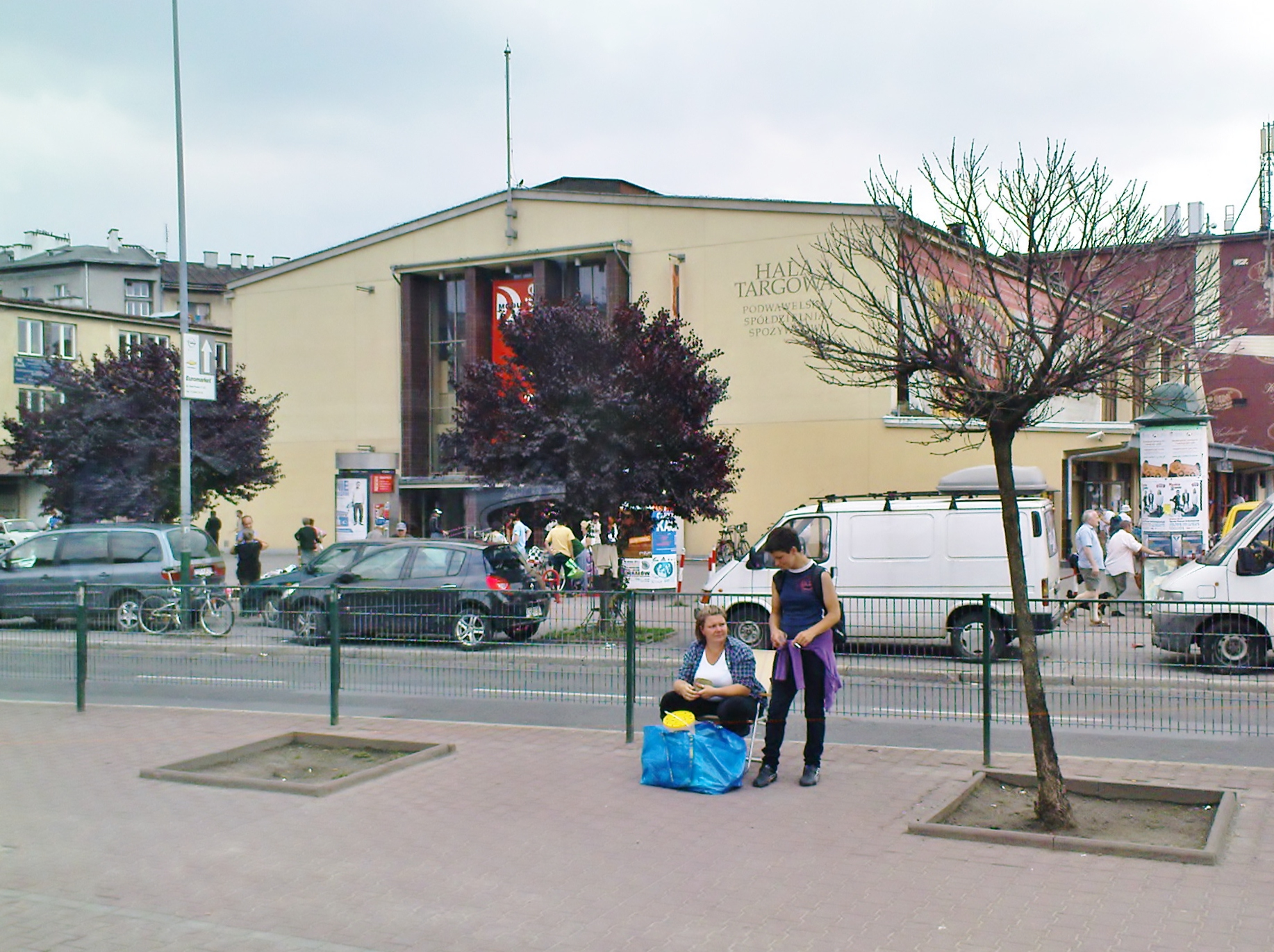
Kraków
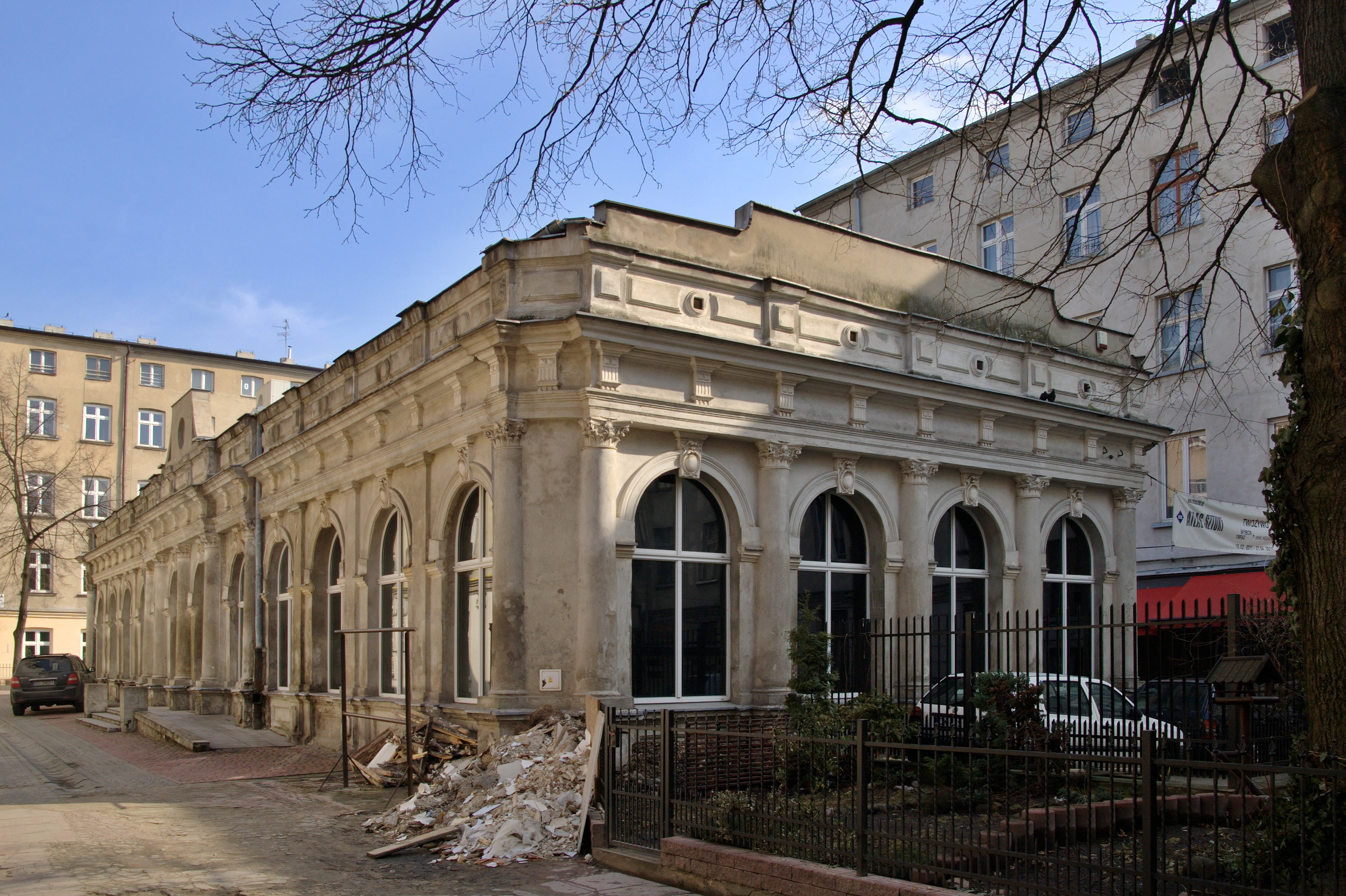
Łódź
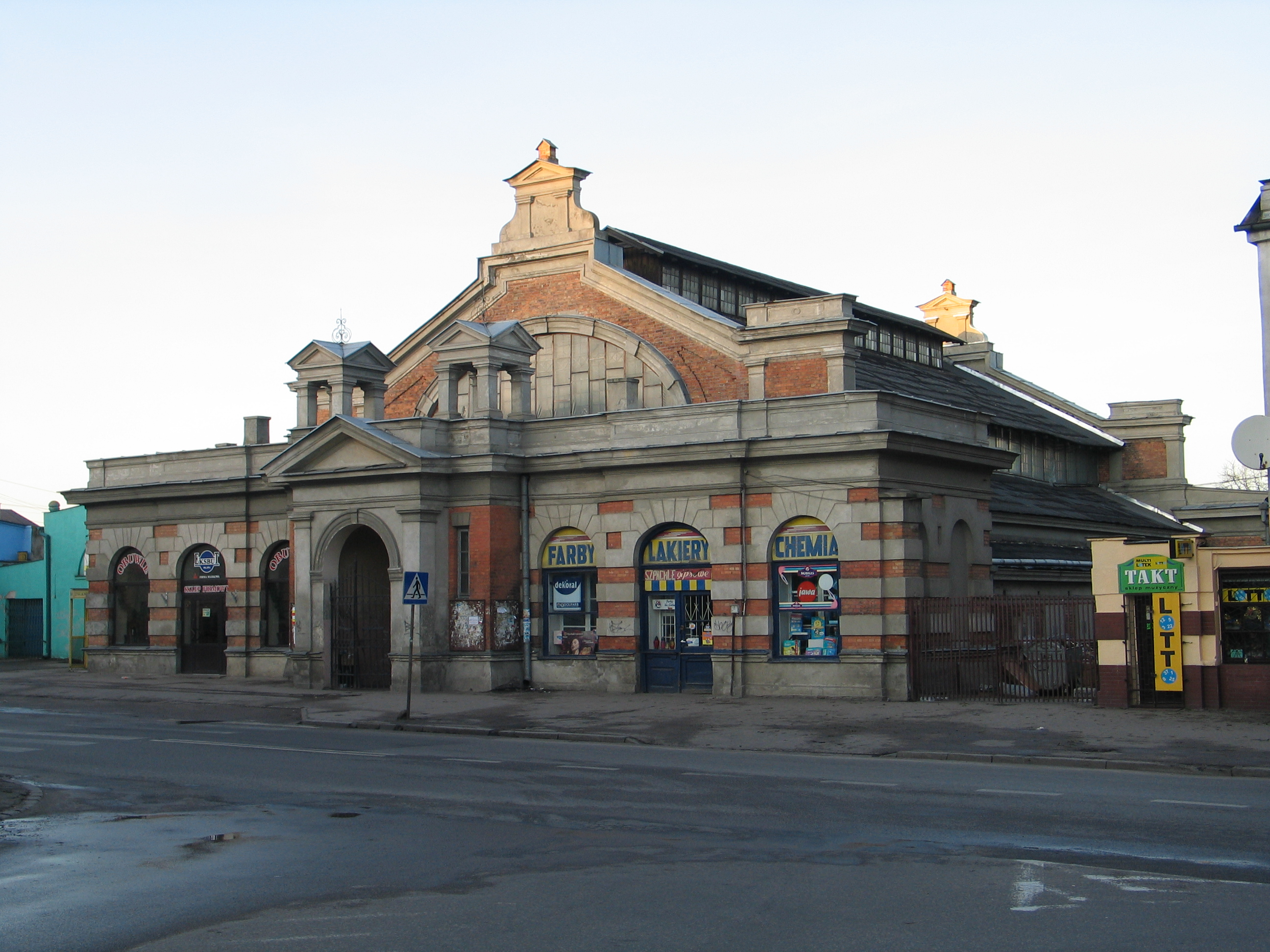
Mława
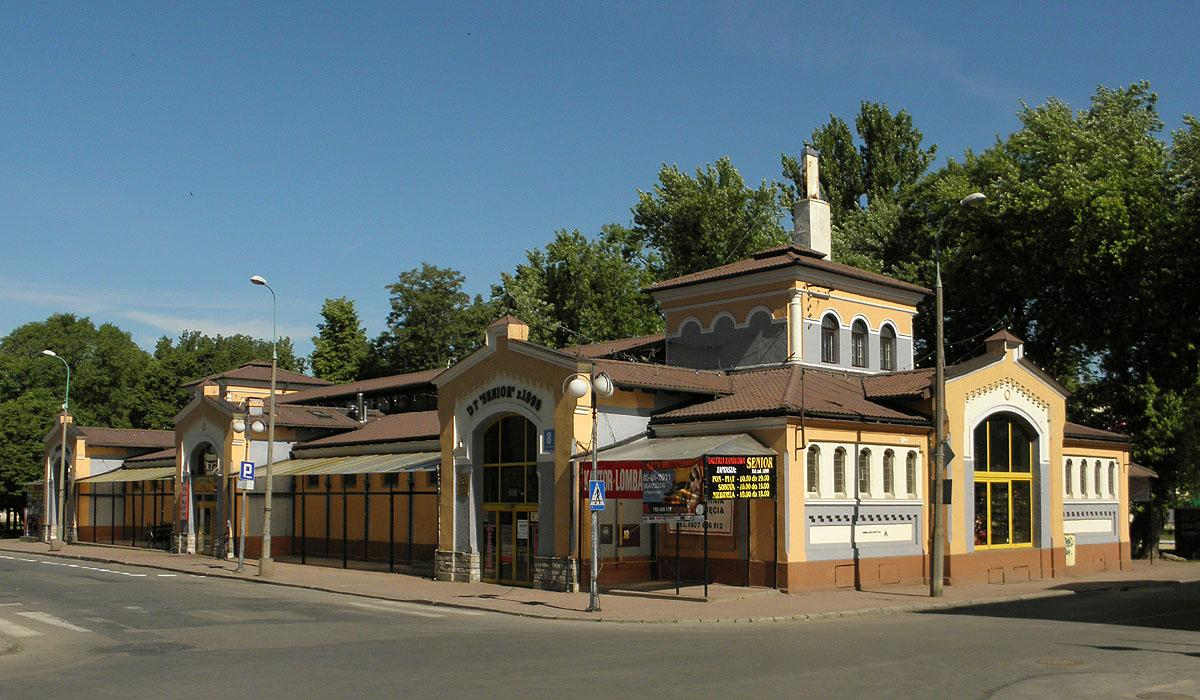
Radom
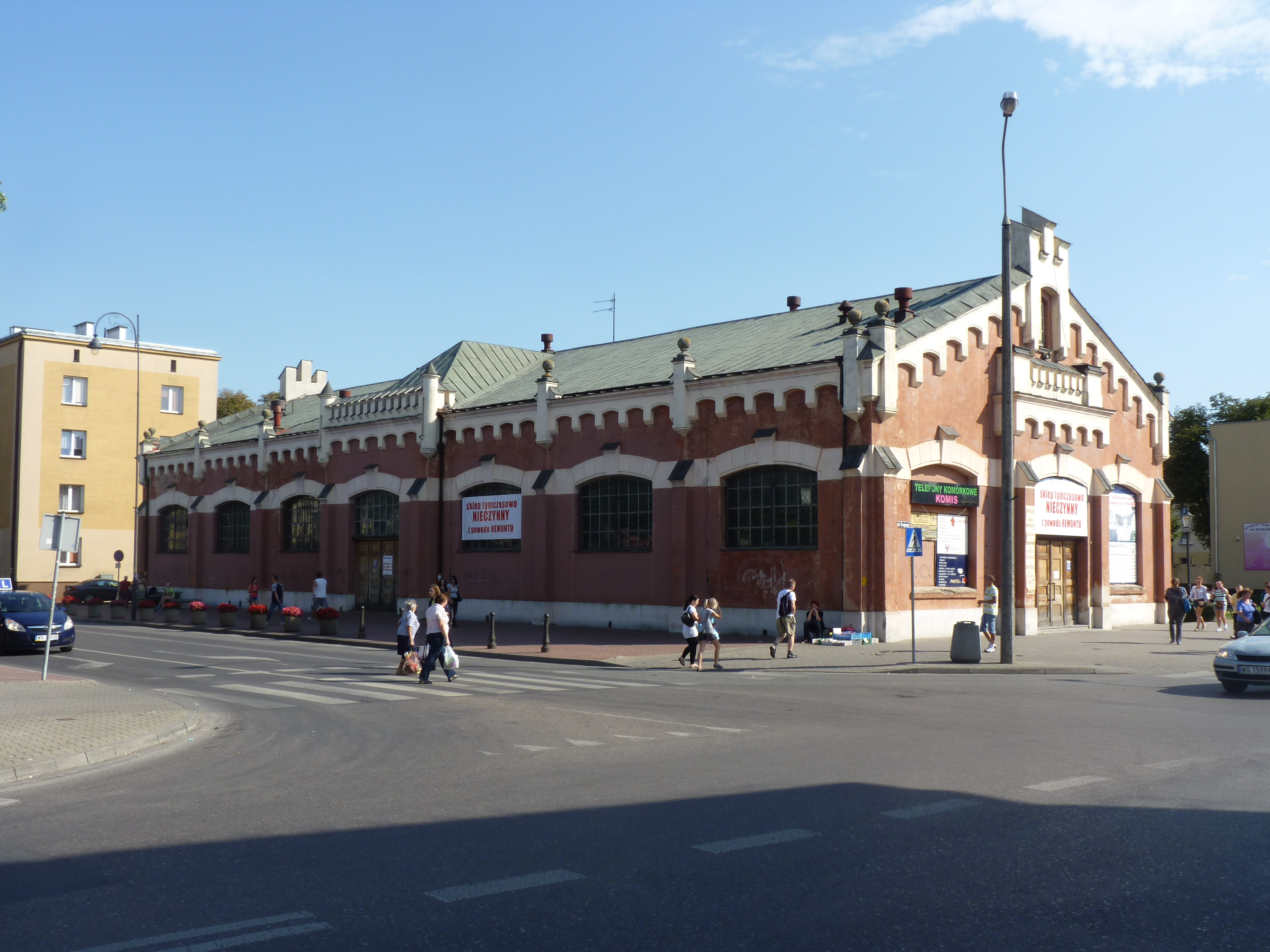
Siedlce
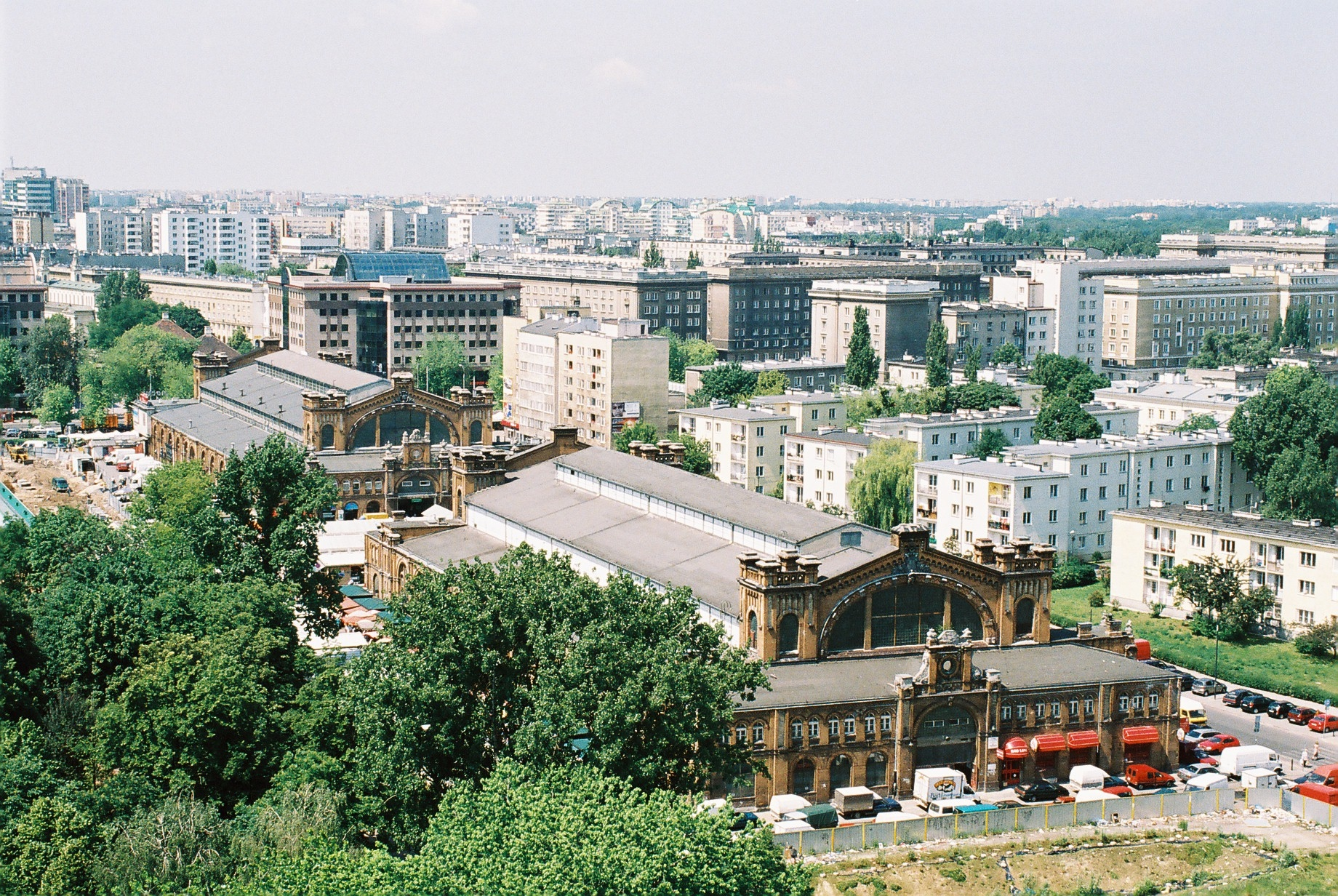
Warszawa (Hale Mirowskie)
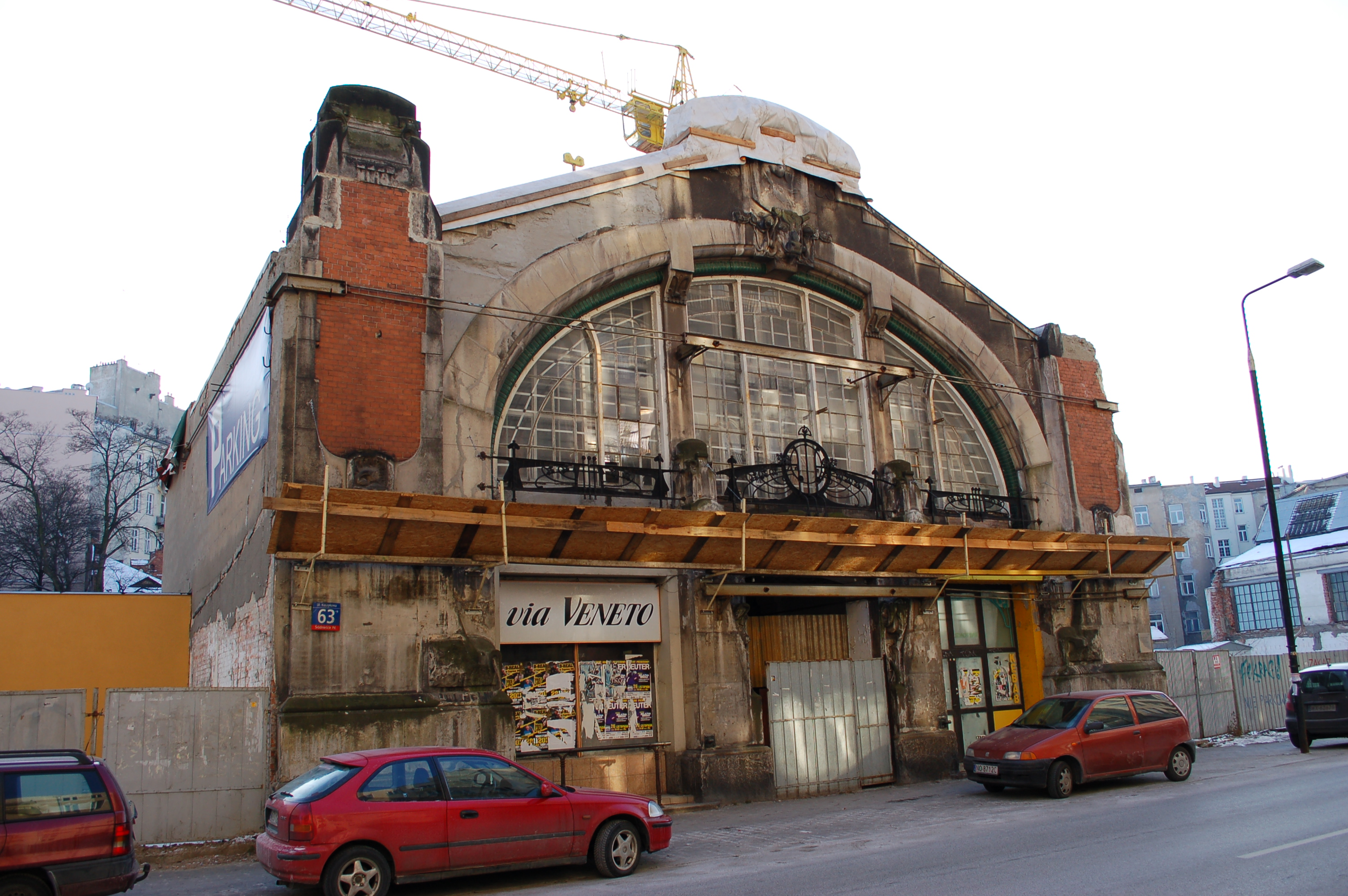
Warszawa (ul. Koszykowa)
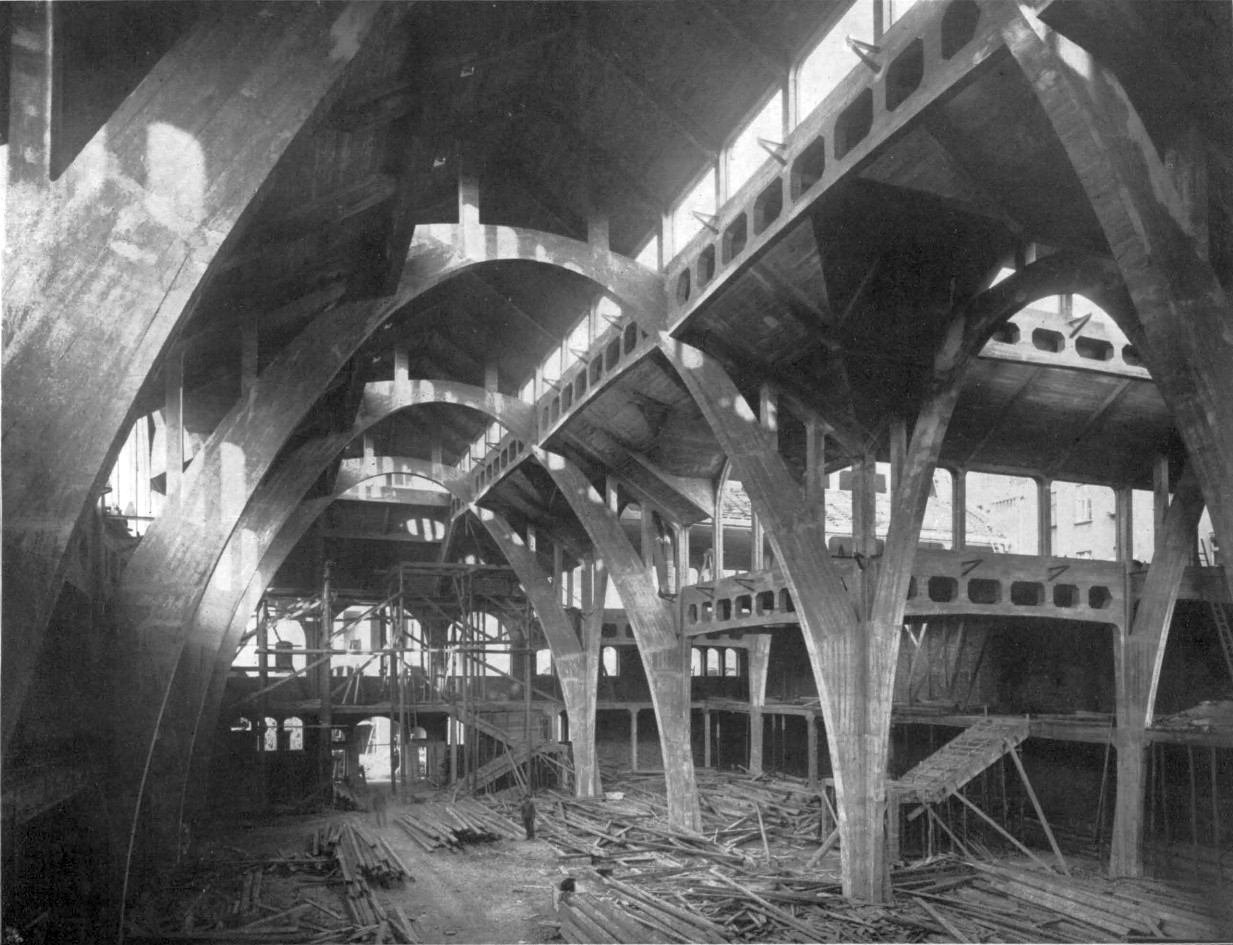
Wrocław (ul. Kolejowa)
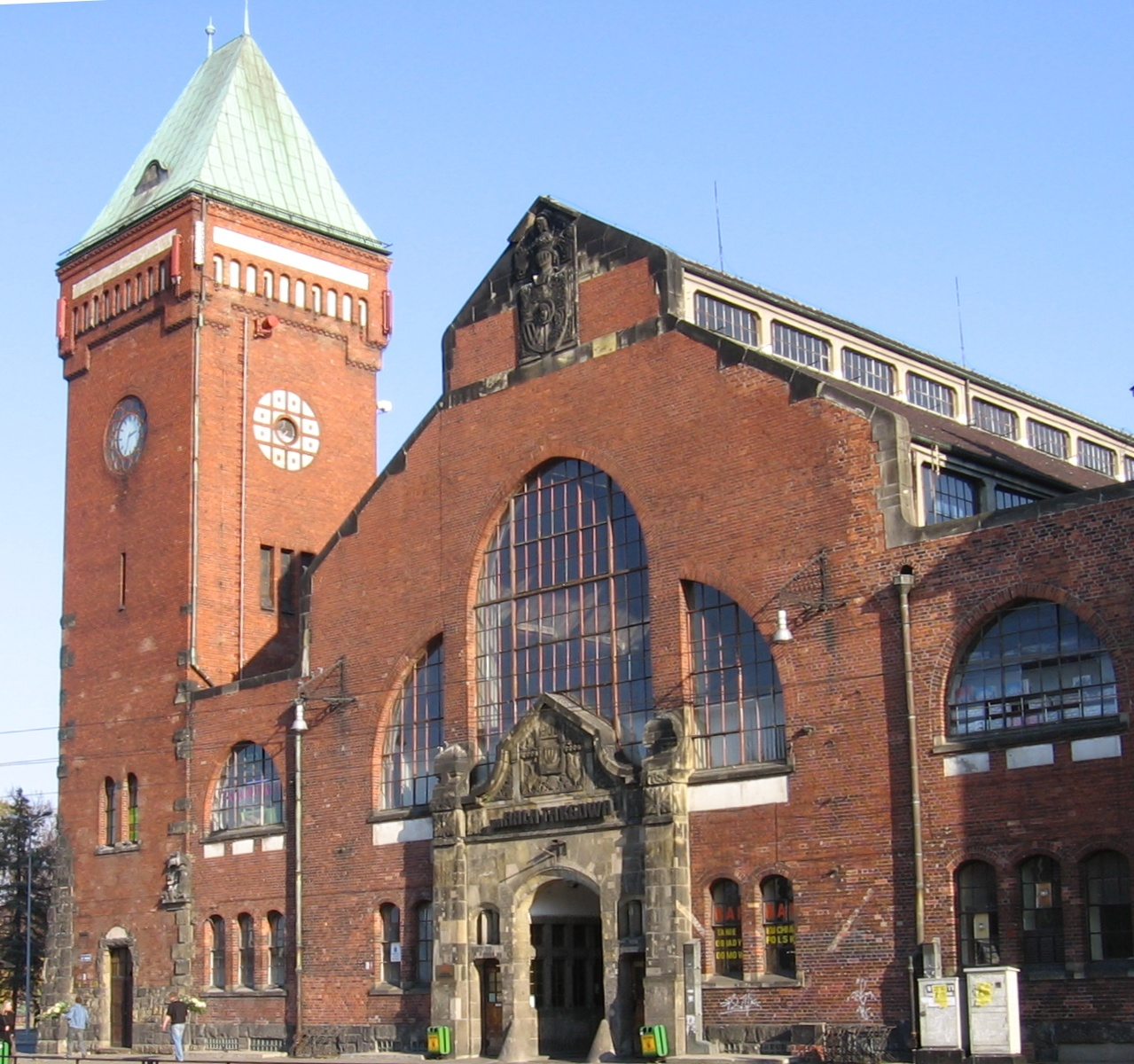
Wrocław (ul. Piaskowa)

### Pozostałe państwa

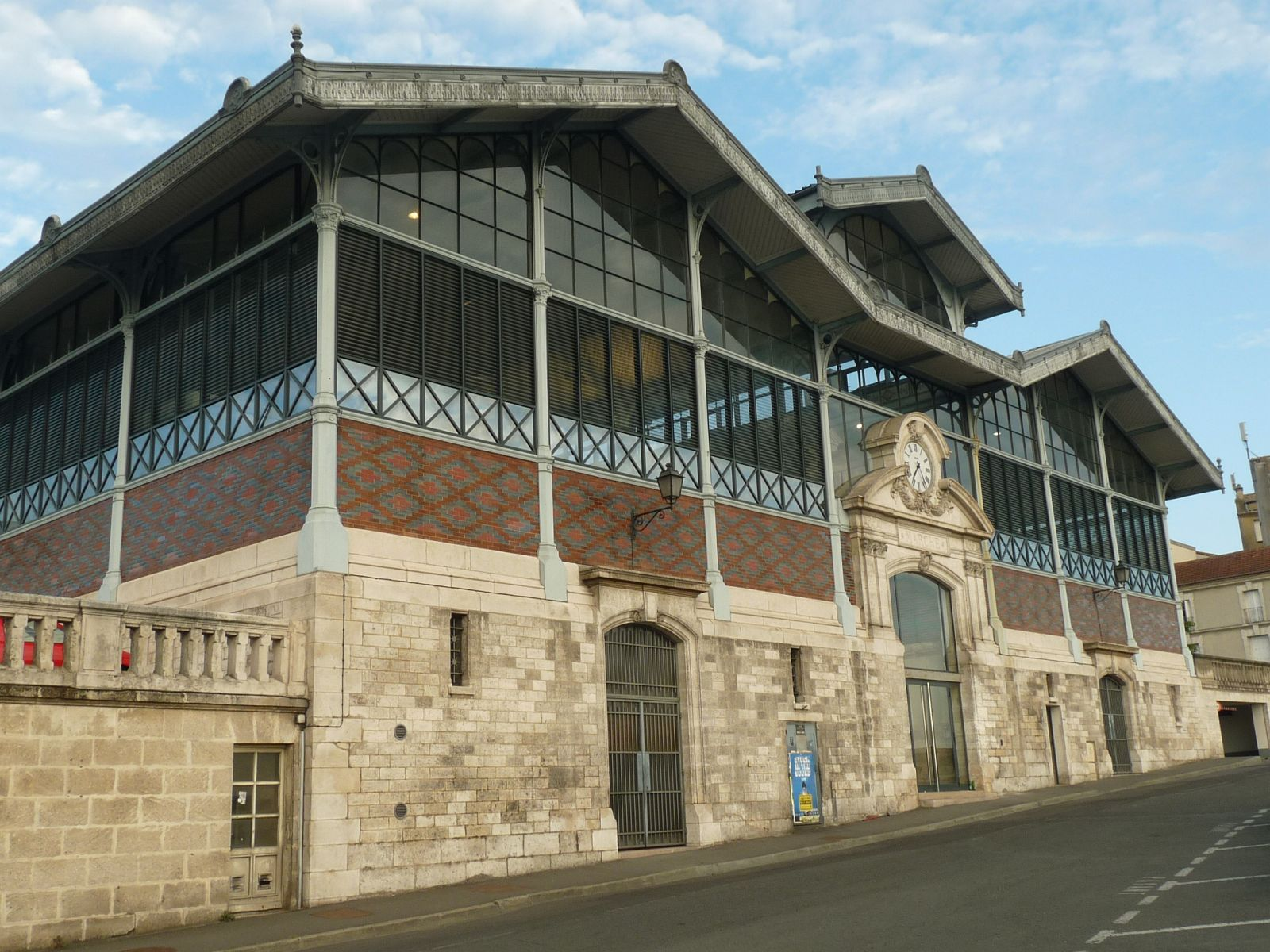
Angoulême
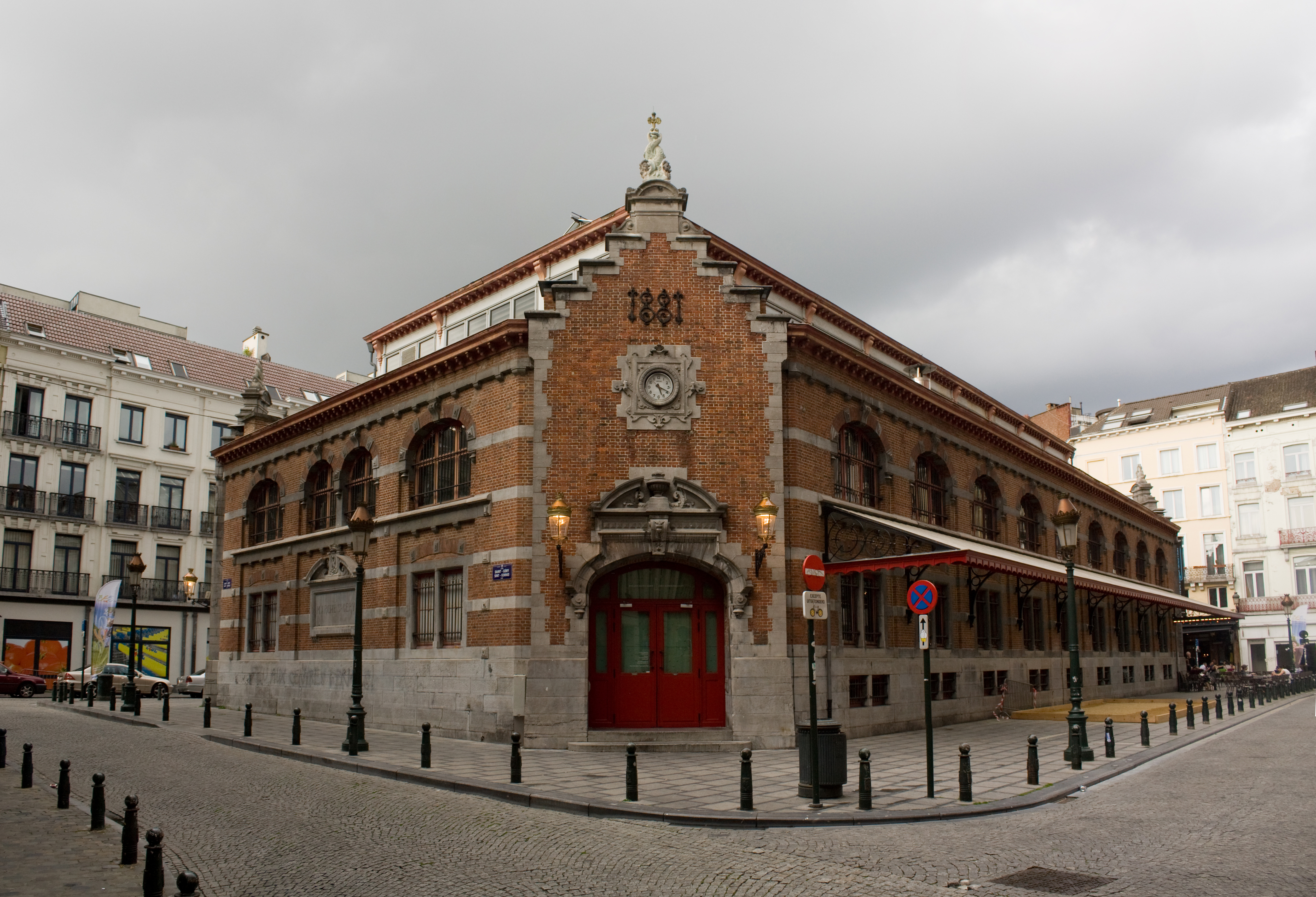
Bruksela
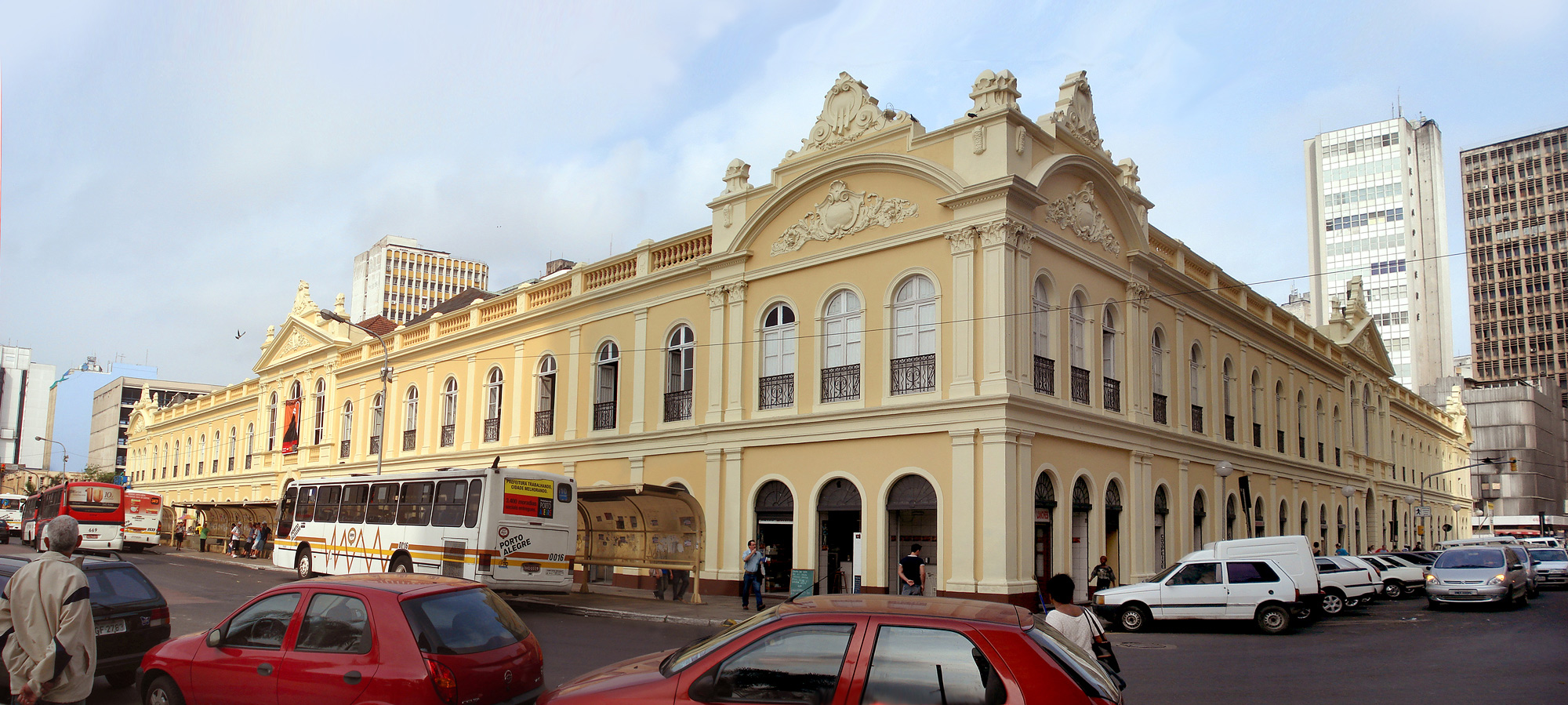
Porto Alegre
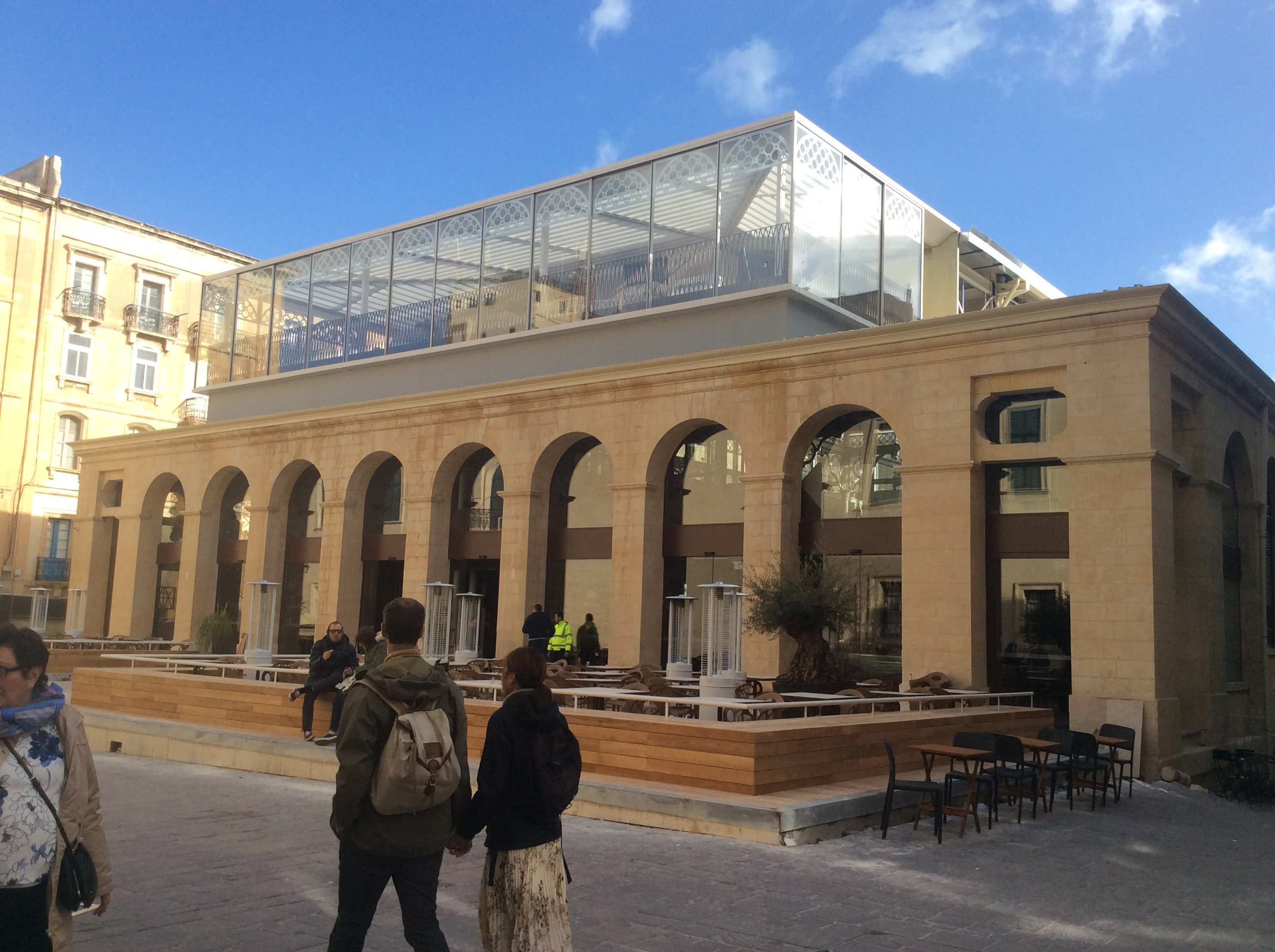
Malta
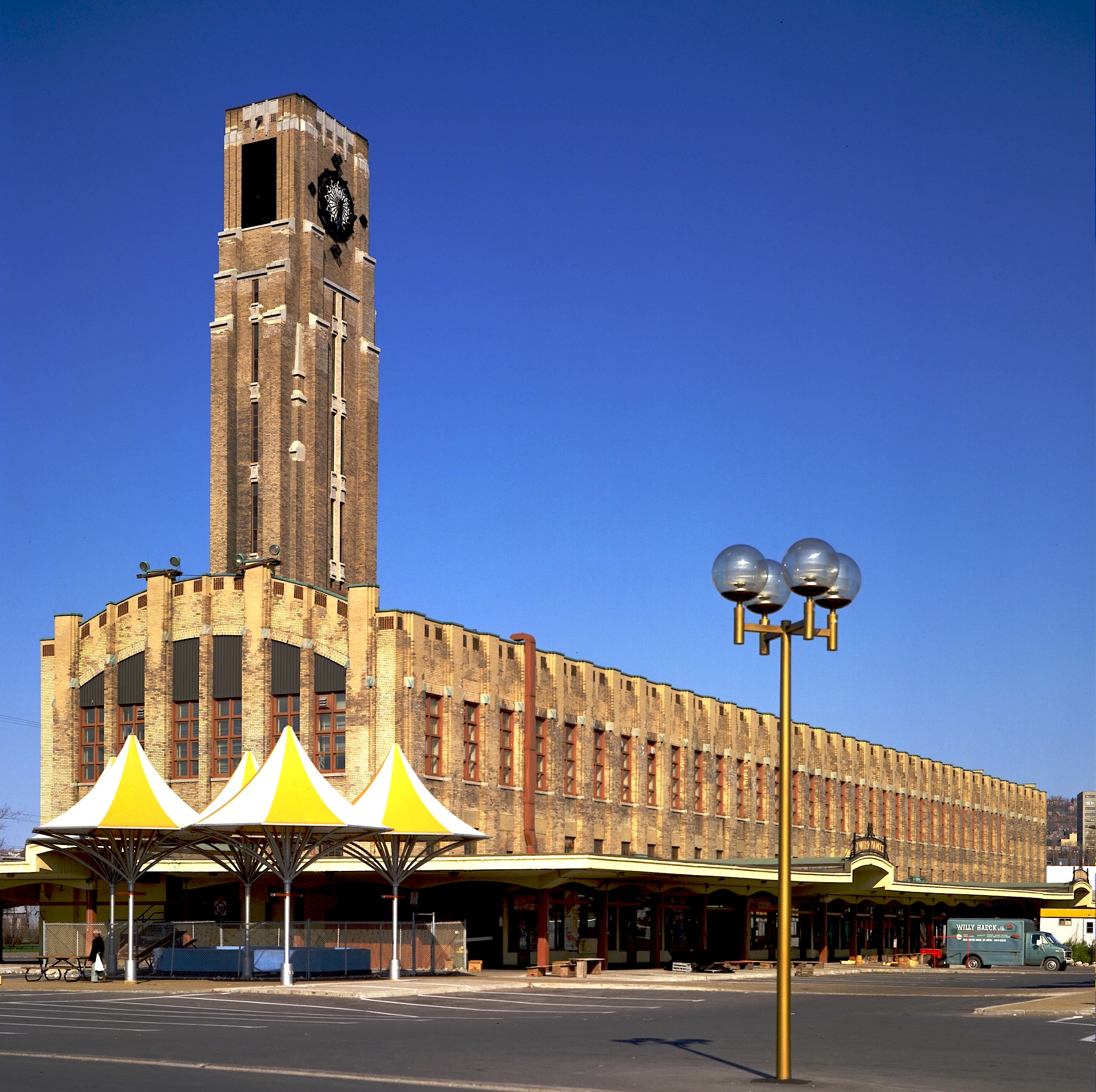
Montreal (Atwater)
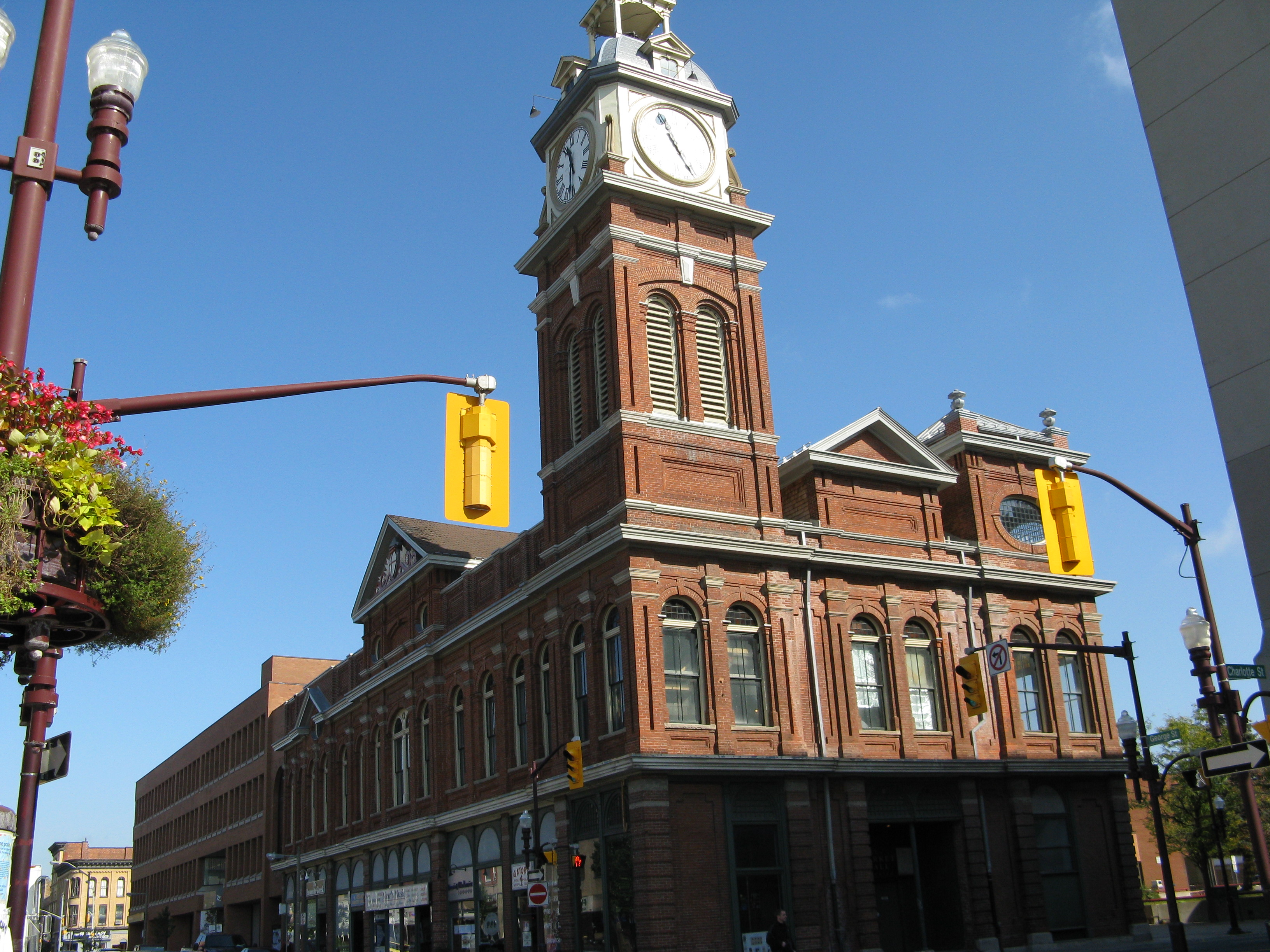
Peterborough
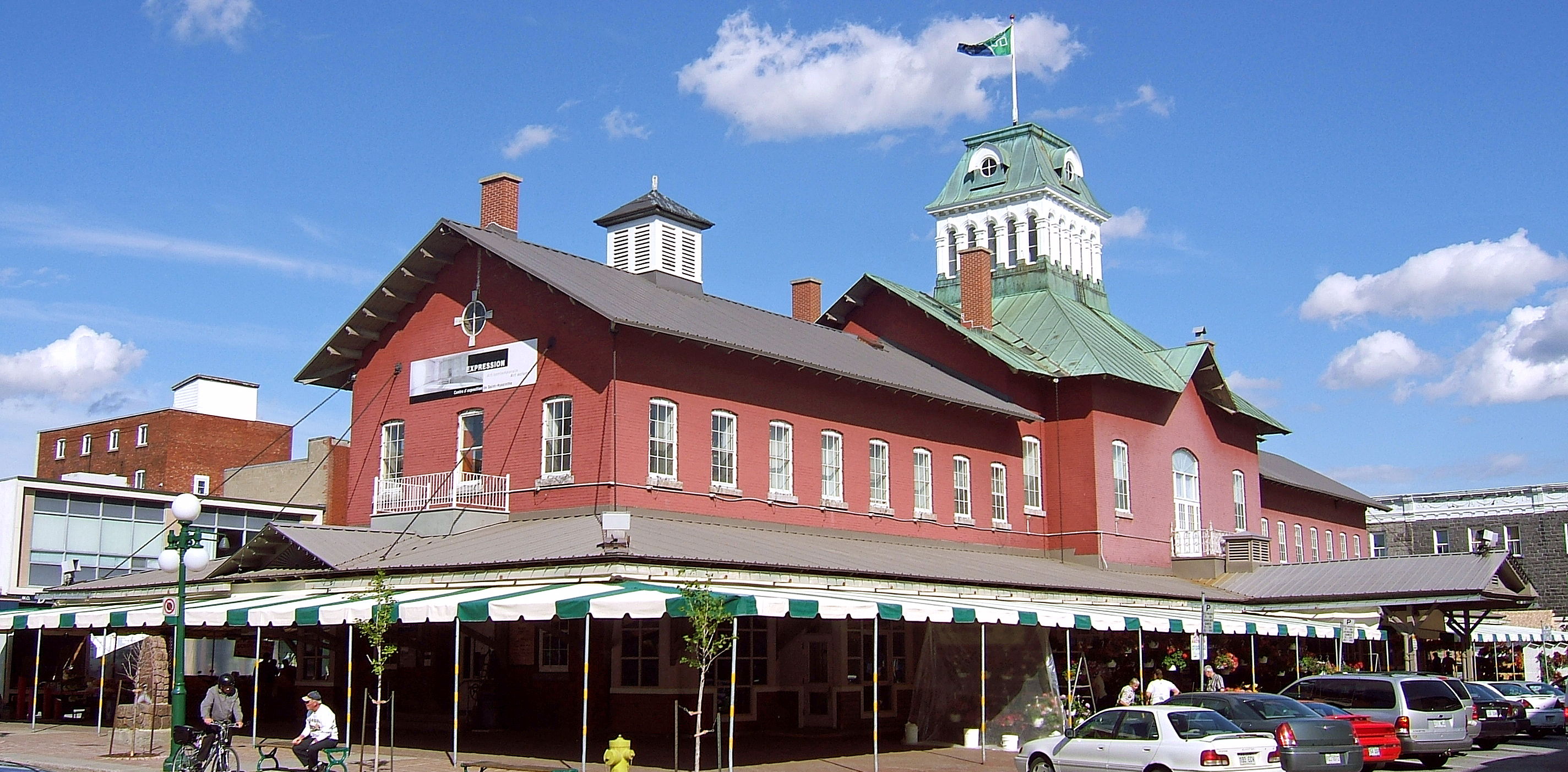
Saint-Hyacinthe
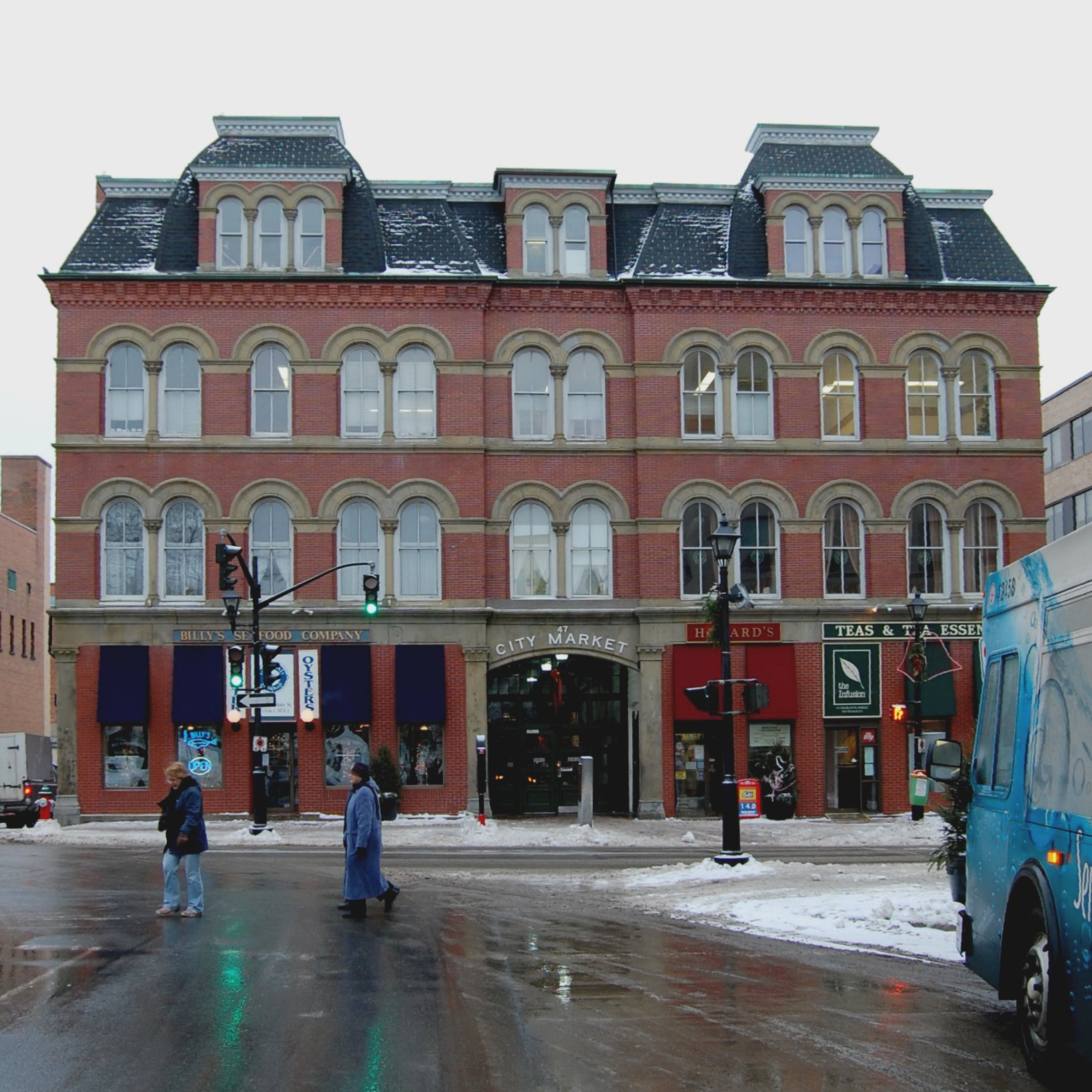
Saint John
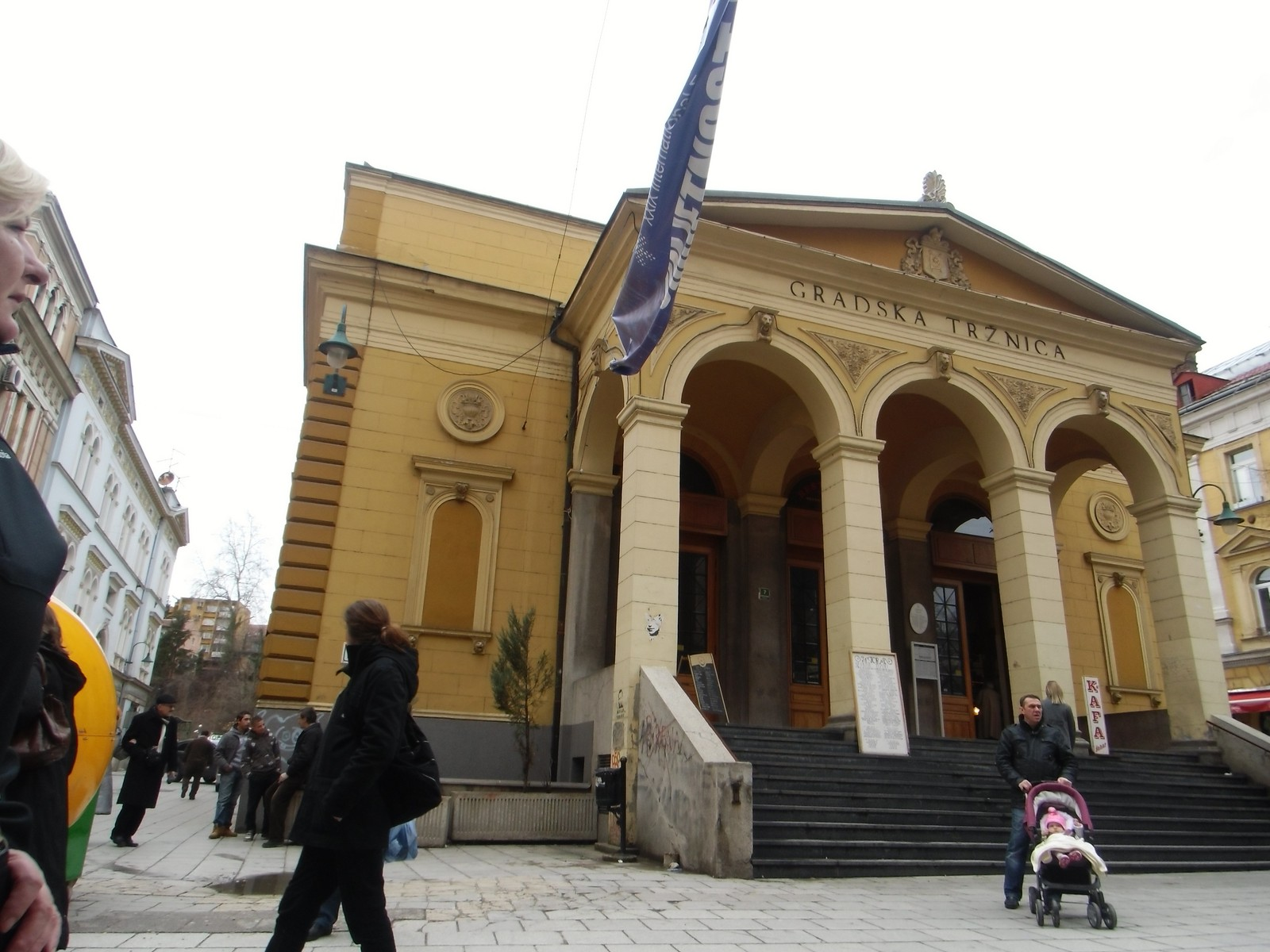
Sarajewo
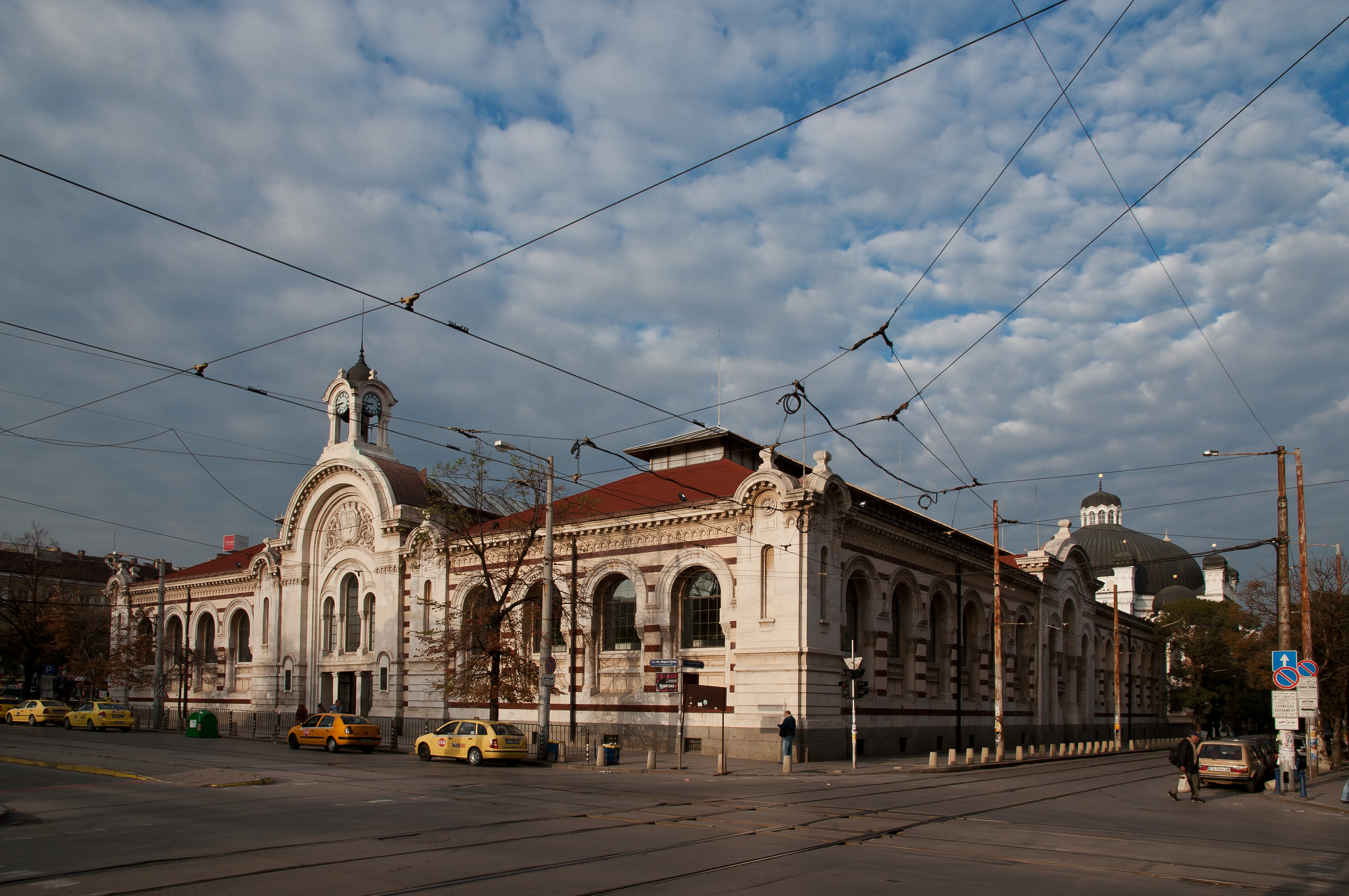
Sofia
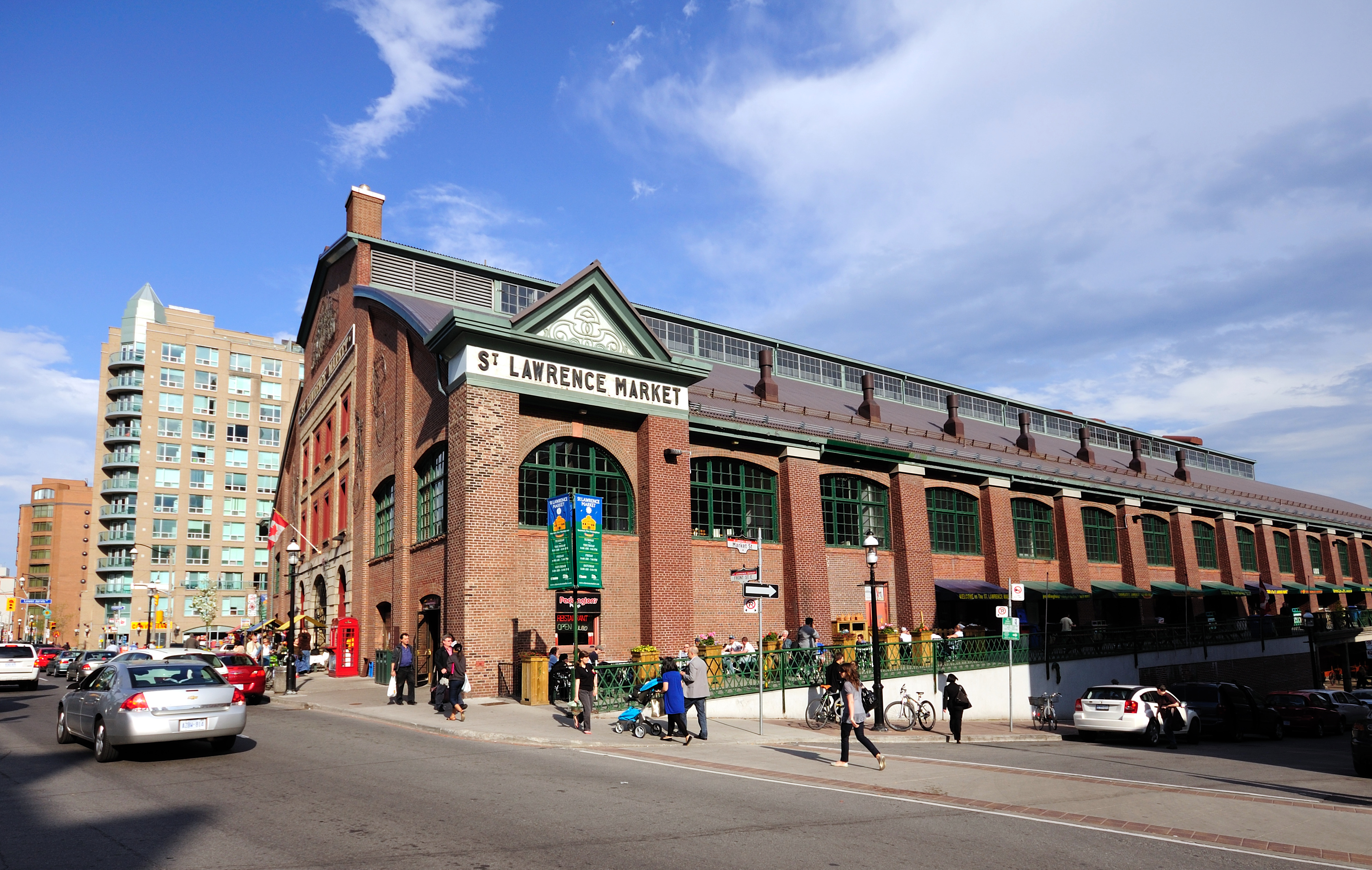
Toronto (St. Lawrence)
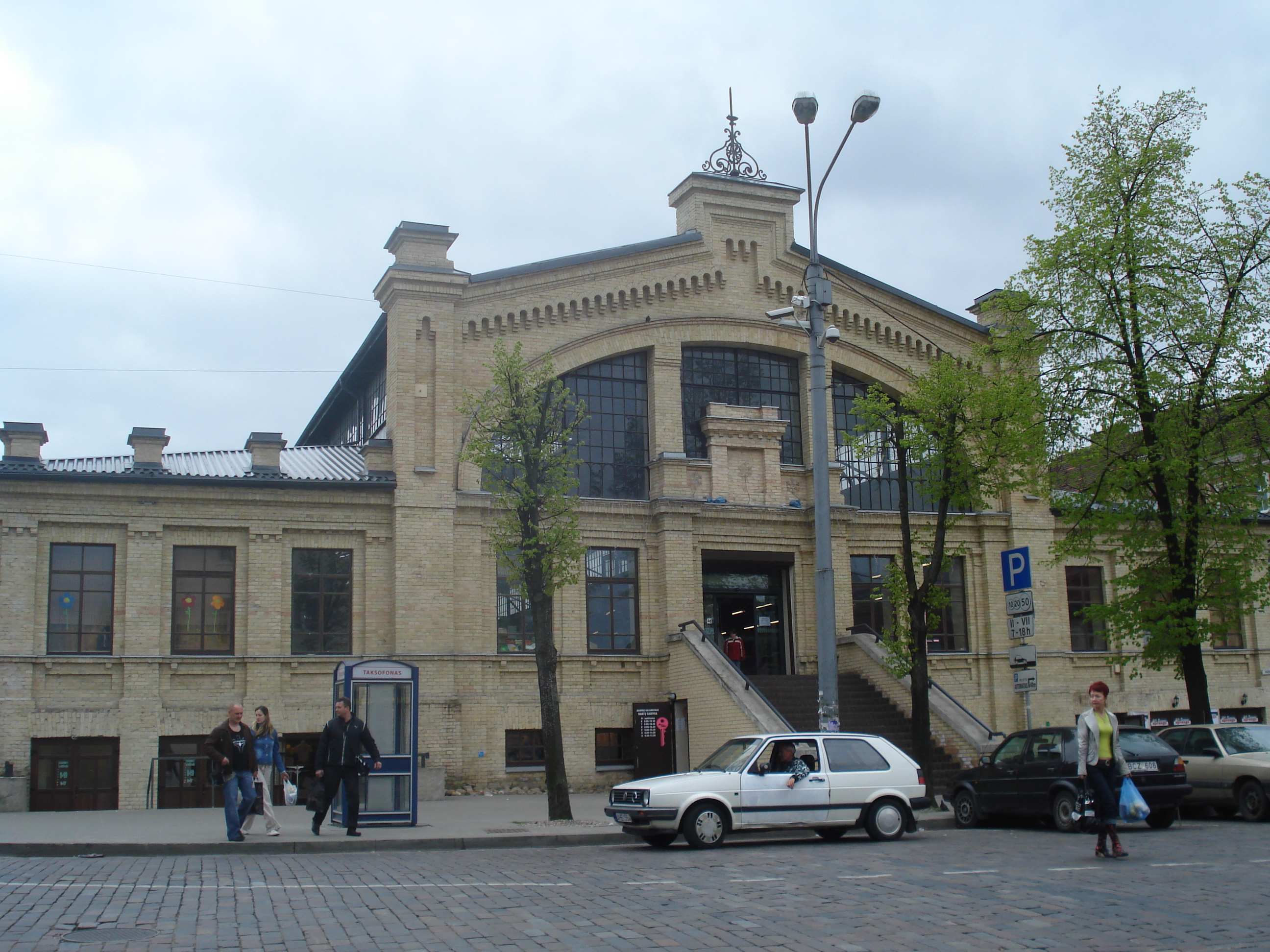
Wilno
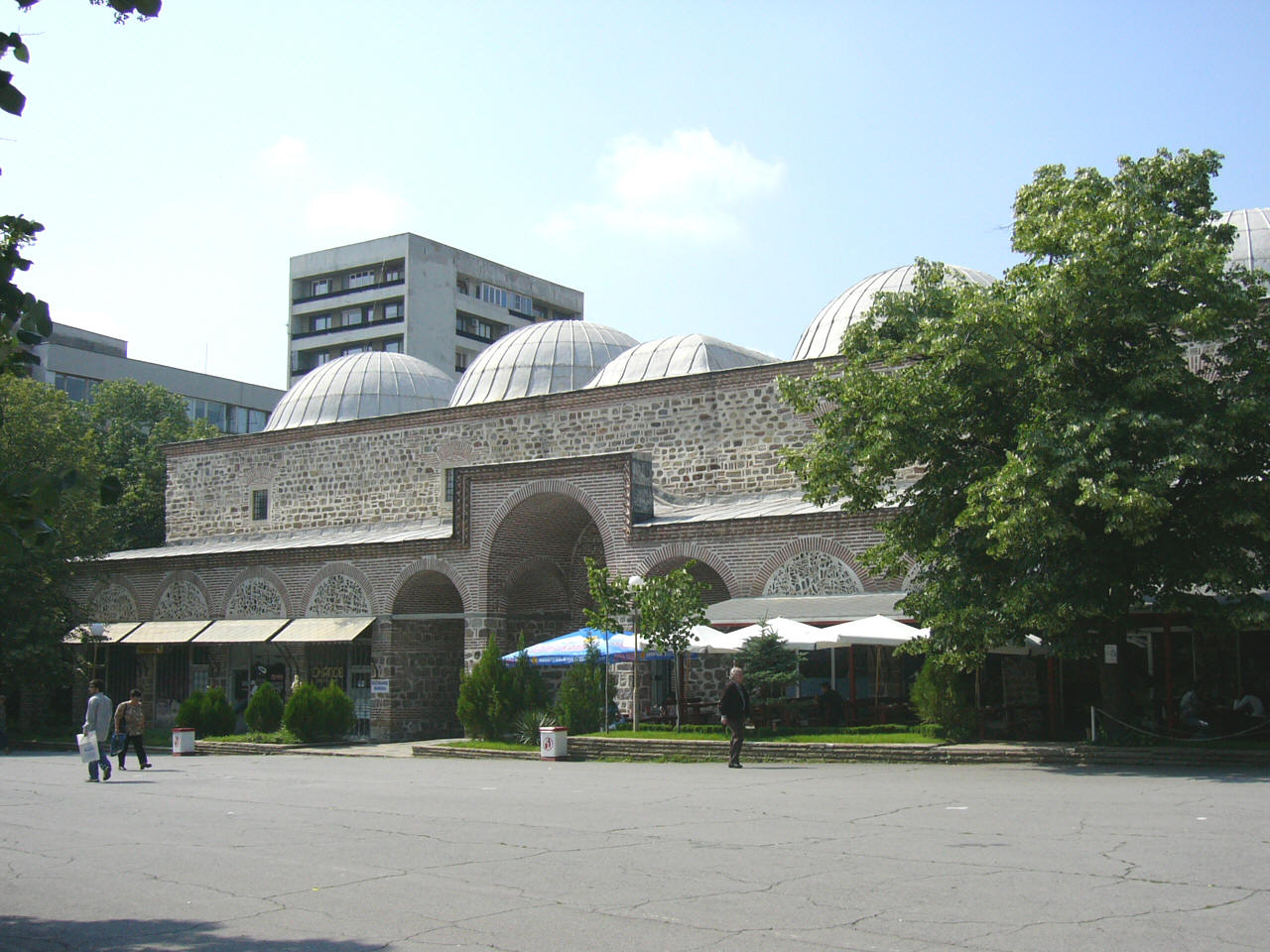
Yambol